# Treron phoenicoptera
Treron phoenicoptera é uma espécie de ave pertencente à família dos columbídeos, encontrada no subcontinente indiano.
Seu nome popular em língua inglesa é "Yellow-footed green pigeon".